# Samuraj (film 1954)
Samuraj (jap. 宮本武蔵 Miyamoto Musashi) – japoński film z 1954 roku w reżyserii Hiroshiego Inagaki, nagrodzony w 1955 roku Oscarem dla najlepszego filmu nieanglojęzycznego. 
Film stanowi pierwszą część tzw. trylogii samurajskiej Inagakiego, której bohaterem jest słynny rōnin Musashi Miyamoto, żyjący w pierwszej połowie XVII wieku. We wszystkich trzech filmach w jego rolę wciela się Toshirō Mifune. Pozostałe dwie części to: Pojedynek w świątyni Ichijō-ji (1955) i Pojedynek na wyspie Ganryū (1956). 

## Opis fabuły
Pierwsza część trylogii przedstawia początki działalności Miyamoto i ukazuje, jak z biednego wieśniaka stał się samurajem. Na początku filmu Takezō, bo tak brzmiało prawdziwe imię bohatera, wraz ze swoim przyjacielem Matahachim wyruszają na wojnę i biorą udział w bitwie pod Sekigaharą, gdzie jednak znajdują się po stronie przegranych. W efekcie Takezō i Matahachi muszą się ukrywać, aby uniknąć egzekucji. Trafiają do domu pewnej wdowy, mającej wchodzącą właśnie w dorosłość córkę. Tutaj drogi bohaterów rozchodzą się. Matahachi, nie bacząc na wcześniejsze zaręczyny z dziewczyną z rodzinnej wsi, postanawia związać się z córką wdowy i zapewnić sobie dobrobyt i bezpieczeństwo u jej boku. Tymczasem Takezō wyrusza w śmiertelnie niebezpieczną podróż do domu, aby powiedzieć niedoszłej żonie Matahachiego, że jej ukochany nie zginął, lecz na razie do niej nie wróci. 
Po licznych perypetiach nieokrzesany, lecz znakomicie władający mieczem Takezō zostaje zmuszony przez buddyjskiego mnicha do trzyletnich studiów, które pozwolą mu posiąść wiedzę i roztropność niezbędną wojownikowi. Po tym czasie zostaje oficjalnie podniesiony do godności samuraja i otrzymuje szlacheckie nazwisko Musashi Miyamoto.

## Obsada
- Toshirō Mifune – Takezō / Musashi Miyamoto
- Rentarō Mikuni – Matahachi
- Kuroemon Onoe – Takuan
- Kaoru Yachigusa – Otsū
- Mariko Okada – Akemi
- Mitsuko Mito – Okō
- Eiko Miyoshi – Osugi